# 안드레아 알치아티

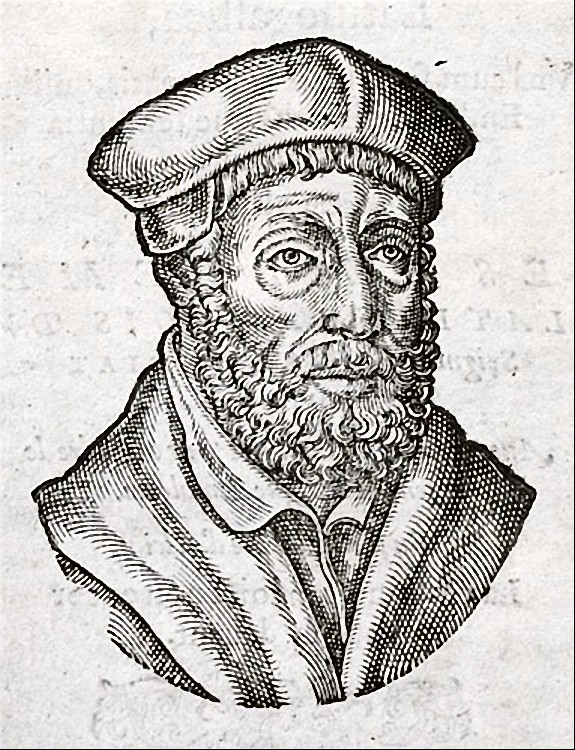
안드레아 알시 아토 (Andrea Alciato)의 초상

안드레아 알치아티 (Andrea Alciato, 1492년 5월 8일  –  1550년 1월 12일) 일반적으로 알치아티(Andreas Alciatus)는 이탈리아의 법학자이자 작가였다. 그는 프랑스 법률 인문주의 학교의 창시자로 여겨진다. 장 칼뱅에게 법학을 가르쳤다.

## 작품

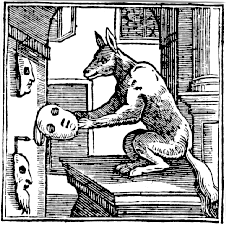
엠블럼 189 : (외모가 아닌 마음의 중요성)

- tres libros Codicis의 주석 (1515)
- 엠블럼 덤 리벨 러스 (1531)
- 오페라 옴니아 (Basel 1546-49)
- 1504 ~ 05년에 쓰여진 밀란의 역사 인 리브르 IV (밀라노, 1625)
- 공식 Romani Imperii (1559, editio princeps )
- 《In Digestorum titulos aliquot commentaria》 (라틴어) 1. Lyon: Compagnie des libraires. 1560.

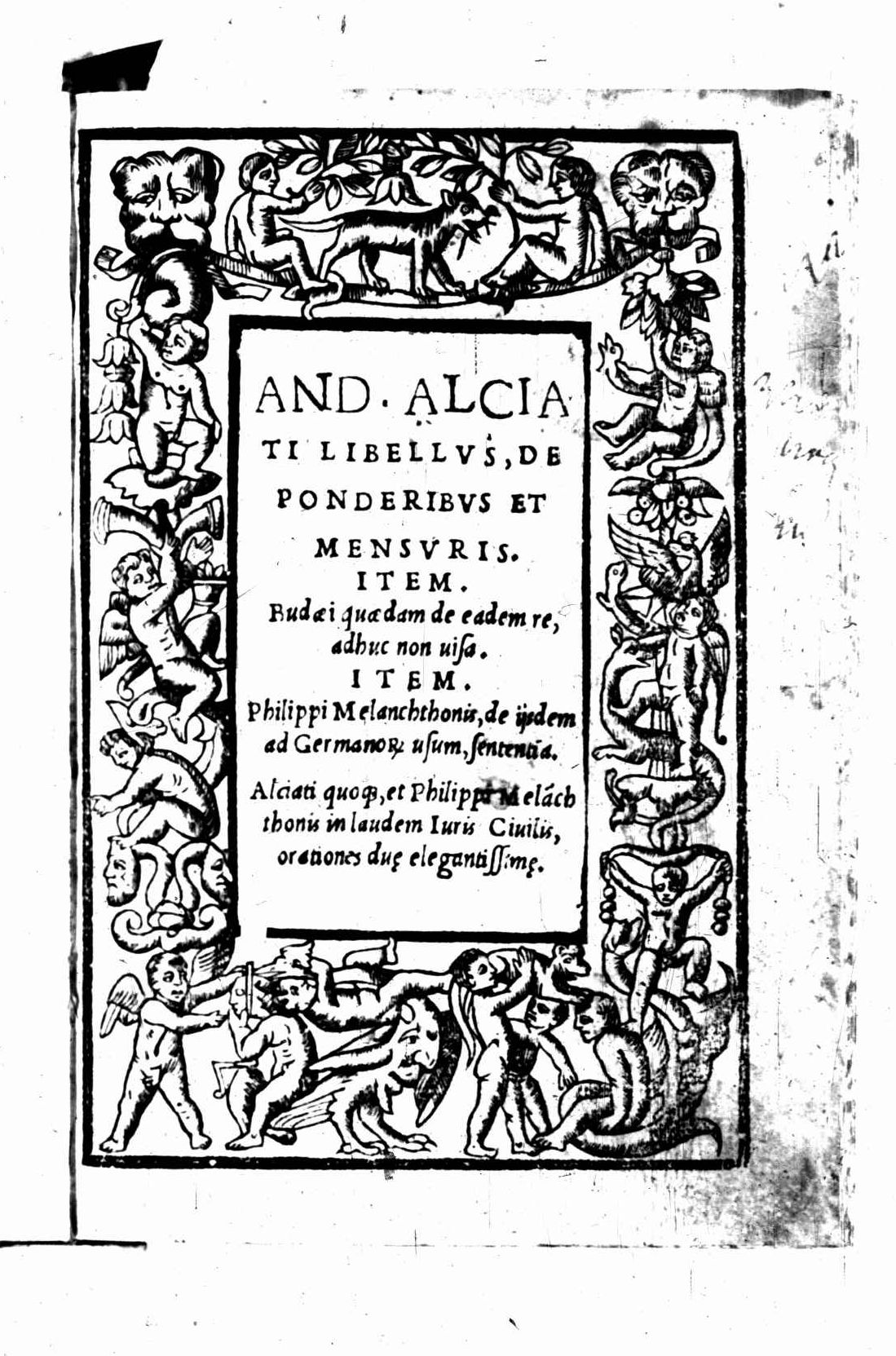
De ponderibus et mensuris, 1532
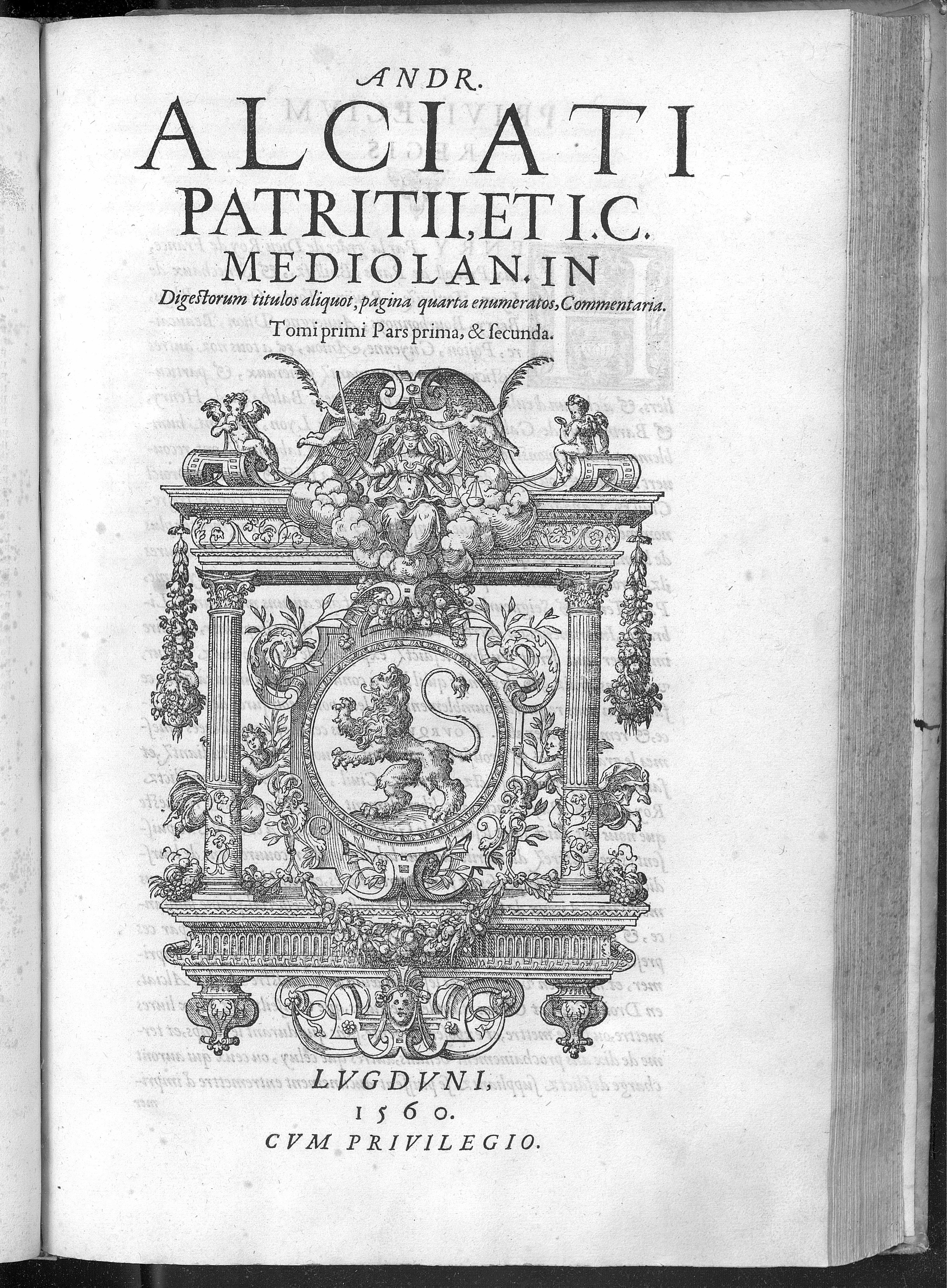
In Digestorum titulos aliquot commentaria, 1560